# 愛◆Dream
愛◆Dreamは福岡県北九州市を中心に活動する 日本のローカルアイドルグループである。「ご当地アイドル殿堂入り」として認定されている。

## 概要
北九州市小倉北区のコミュニティFM放送局FM-KITAQがプロデュースするアイドルユニットで、北九州を中心にさまざまなイベント出演やライブ、メディア出演で活動中。
グループ名はアイドルとDreamをかけたもので、「アイドルで夢をかなえていこう」という意味を持つ。
ライブを通して愛と夢を届けることをコンセプトに活動をしている。
2013年9月にFM-KITAQが主催したアイドルオーディションに合格した7名のメンバーにより結成され、9月22日に福岡BEAT STATIONで開催された青SHUN学園ぬくもりライブ（第2部）にてデビューを果たす。同年内に2名のメンバー（姫川美佳、安みずき）が脱退し、11月に岩佐このみが加入。大中望音（リーダー：元れいしゅしゅ、てぃんくるほりっく、えくれあエクレット）、南美あいり（元REBIRTH↗）、櫻井苺衣（現SAY-LA）、前田かな、西原（三原）ももな、岩佐の6名で本格的な活動を開始し、小倉あるあるCityの「あるある勉強会」等のライブに出演する。
2014年3月15日、大中が方向性の違いからグループを脱退。3月31日には前田かな、岩佐このみが卒業。メンバーは3名となるが、門司港やチャチャタウン小倉、小倉コロナワールドなどでフリーライブを継続する他、4月30日より小倉あるあるCity7階のあるあるYY劇場にて開催される「ゲツキンLIVE」にレギュラー出演が決定する。また、小倉城のマスコットキャラクター「とらっちゃ」のダンス踊り隊にDrunK！（元175RKAZYAと藤田大吾によるユニット）らとともに参加し、以後活動休止までとらっちゃダンスイベントに出演するようになる。
同年7月12日のチャチャタウンライブにて3人の3期生（益子夏季、秋月芽依、末松愛夢）が加入。9月23日に開催された1周年記念ライブ（門司港レトロ海峡プラザ）で初のオリジナル曲「愛ｘDream」が披露され、南美が正式に2代目リーダーに就任した。10月31日には体調不良で欠場がちだった三原ももなが卒業。
2015年1月31日に櫻井苺衣が学業に専念するため卒業。翌日の2月1日には4名の4期生（岸本怜奈（現 REBIRTH↗）、松野真子り元 エレガントプロモーション）※ MCソッチーの「（FM-KITAQ）ウイークリーYAMAGUCHI通信」の番組アシスタントを務めるれ、末光愛奈、佐座美結）が加入し、8人体制となる。この年より数々の対バンイベントにも積極的に出演するようになり、ステージ衣装も、黒のブレザータイプからブルーのミニドレスに変更となる。
2016年5月31日には末松愛夢が学業に専念するため卒業。同年10月1日には佐座美結、12月31日に秋月芽依が卒業し、5人体制となる。
同年12月21日には1stシングル「バスに乗って」をリリース。この曲は西鉄バス北九州のイメージソングになった。
2017年3月1日にメンバー全員が脱退または卒業することが公式に発表され、南美あいり、益子夏季、岸本怜奈は脱退し、新グループREBIRTH↗を結成（後にゲツキンライブなどで親交のあった元10COLOR'S大原萌、元くるーずの柏木優茉（当時は「佐々木えりな」名義）も加入）。また、松野真子、末光愛奈は卒業となることが決定した。3月31日にあるあるCity小倉B1スタジオで開催されたラストライブを最後に全メンバーが正式に卒業・脱退。今後、新メンバーを募集し、活動を再開する予定であった。
2017年10月に来栖みうな、竹本しおり、日向愛彩、東原茉佑4人で活動再開。
2018年2月に来栖みうなが体調不良のため活動辞退。3月に6期生として伊藤きさら（現 究極少女カラット柊木きさら）、木立さくら、東条百々果が加入し6人となるが、7月に日向、伊藤の2名が規律違反のため活動辞退し、12月に竹本も卒業（後にショコラほいっぷで復活）。
2019年2月17日のコロナシネマワールドでのライブで7期生、周藤鈴七が加入。また2019年3月16日を以て東条も学業専念のために卒業。
2019年7月5日のスタジオ106でのライブから相田優子が加入。
2019年11月2日のまつり起業祭八幡2019のライブから藤咲ひより、大西波音が加入。
2020年3月20日の自身の生誕&卒業ライブを以て周藤鈴七が就職準備のため卒業。
2020年7月26日に門司赤煉瓦交流館でのミニアルバム「LOVE&DREAM」リリースイベントより、澤村凜佳がデビュー。11月28日の卒業ライブを以て木立さくらが卒業。12月5日にスポルト小倉でのライブで麻倉えいみがデビュー。
2021年3月18日に澤村凜佳が家庭の事情のため活動辞退。10月16日の小倉城まつり及びスポルト小倉でのライブより、山中まりんがデビュー。
2022年11月20日、TEAM DREAMとして花咲椿、谷白心美、星乃のぞみ、猫羽るな、倉本あいか、乙花りりあがデビュー。これまでのメンバーはTEAM LOVEとなった。
2023年4月15日に谷城心美、6月18日に猫羽るなが活動辞退。9月18日、妃織桜、夢野愛姫がデビュー。
2023年9月22日、結成10年を迎えて日本ご当地アイドル活性協会より『ご当地アイドル殿堂入り』に認定される。
2024年3月31日に相田優子が卒業。5月6日に花咲椿が卒業。7月14日に東原茉佑が卒業。11月24日に華山ゆやこがデビュー。
2025年3月2日に藤咲ひより、3月30日に麻倉えいみが卒業。5月5日のクレバーサウンドでのライブより、LOVEとDREAMの2チームを統合し8人体制となる。

## メンバー
| 氏名                          | ニックネーム          | 生年月日       | 血液型 | イメージカラー   | 加入期 | 備考                                    |
| ----------------------------- | --------------------- | -------------- | ------ | ---------------- | ------ | --------------------------------------- |
| 大西波音 （おおにしはのん）   | はーちゃん            | 2008年1月29日  | A      | ミントグリーン   | 9期生  | TEAM LOVE                               |
| 山中まりん （やまなかまりん） | まりん、山中          | 2004年8月3日   | O      | 白               | 12期生 | TEAM LOVE                               |
| 星乃のぞみ （ほしののぞみ）   | のんちゃん            | 2010年6月5日   | O      | サファイアブルー | 13期生 | TEAM DREAM                              |
| 倉本あいか （くらもとあいか） | あいちゃん            | 2011年2月12日  | A      | 黒               | 13期生 | TEAM DREAM                              |
| 乙花りりあ （おとはりりあ）   | りりたん              | 2012年11月24日 | A      | グレープ         | 13期生 | TEAM DREAM                              |
| 妃織桜 （きさきりお）         | りおー                | 2010年3月3日   | A      | レトロピンク     | 14期生 | TEAM DREAM                              |
| 夢野愛姫 （ゆめのまなき）     | まなち (ナイスミドリ) | 2012年12月17日 | A      | グリーン         | 14期生 | TEAM DREAM                              |
| 華山ゆやこ （かやまゆやこ）   | ゆっこ                | 2011年12月30日 | O      | オレンジ         | 15期生 | TEAM DREAM 離れ目アイドル2024決勝進出。 |

## 元メンバー
| 氏名               | よみ                      | ニックネーム             | 生年月日       | 血液型 | イメージカラー           | 加入期 | 離脱                             | 備考 |
| ------------------ | ------------------------- | ------------------------ | -------------- | ------ | ------------------------ | ------ | -------------------------------- | --- |
| 姫川美佳           | ひめかわ みか             | みかめろ                 | 年12月16日     | A      |                          | 1期生  | 2013年9月-11月頃 脱退            | |
| 安みずき           | やす みずき               | みずきちゃん             | 1998年2月5日   | O      |                          | 1期生  | 2013年10月-11月頃 脱退           | |
| 大中望音           | おおなか もね             | もねね                   | 1996年5月11日  | O      | 白（ティンクルホワイト） | 1期生  | 2014年3月15日活動辞退            | 元れいしゅしゅ。初代リーダー。 後にダンスグループ"てぃんくるほりっく"を経てえくれあエクレットに加入も活動辞退。 |
| 前田かな           | まえだ かな               | かなちゃん               | 1999年5月12日  | A      | フレッシュオレンジ       | 1期生  | 2015年3月30日卒業                | |
| 岩佐このみ         | いわさ このみ             | このみん                 | 1994年12月28日 | A      | 青                       | 2期生  | 2015年3月30日卒業                | |
| 三原（西原）ももな | みはら（にしはら） ももな | ももりん                 | 1999年8月25日  | A      | 赤                       | 1期生  | 2014年9月30日 卒業               | 後にPPP所属のアイドルとして望月紫乃、Cherishを一時離脱していた小野葉月らとともに活動していたが、運営が雲隠れしたため引退。 |
| 櫻井苺衣           | さくらい まい             | まいまい                 | 1997年8月28日  | B      | 紫                       | 1期生  | 2015年1月31日卒業                | 初代サブリーダー 2020年BABY TO KISS→SAY-LAのメンバー「加藤まい」として約5年ぶりに復活したが、体調不良により活動辞退 |
| 末松愛夢           | すえまつ えむ             | えむむ、えむちゃん       | 2002年1月11日  | AB     | ミントグリーン           | 3期生  | 2016年5月29日卒業                | 3期生最年少。 |
| 佐座美結           | さざ みゆう               | さざみゆ、さざ、みゆう   | 2003年6月20日  | A      | オレンジ                 | 4期生  | 2016年10月1日卒業                | 加入当時はほぼ特例の様な形で年齢制限である満12歳を下回る11歳（小学5年）での加入であったため、グループ加入時において歴代最年少メンバーである。 卒業後にHKT48の5期生オーディションにおいて最終審査まで残る。 後にBunny La Crewの姫乃美結として活動し、2024年2月16日卒業。 現在はドラマチックレコードにて小栗美結として活動中。 |
| 秋月芽依           | あきづき めい             | めいめい、めいちゃん     | 1998年9月18日  | A      | 水色                     | 3期生  | 2016年12月31日 卒業              | |
| 松野真子           | まつの まこ               | こまこ、まこちゃん       | 1998年4月24日  | O      | 青                       | 4期生  | 2017年3月31日卒業                | 4期生最年長。その後エレガントプロモーションに所属。MCや舞台で活躍した。 |
| 末光愛奈           | すえみつ あいな           | あいな                   | 2002年6月17日  | B      | 赤                       | 4期生  | 2017年3月31日卒業                | |
| 南美あいり         | みなみ あいり             | あいりん                 | 1997年11月11日 | B      | ピンク                   | 1期生  | 2017年3月31日卒業                | 2代目リーダー。"みなみあいり"名義でREBIRTH↗に所属その後卒業。 |
| 益子夏季           | ますこ なつき             | きんぎょ、なぁちゃん     | 1997年8月19日  | B      | 黄色                     | 3期生  | 2017年3月31日卒業                | 3期生最年長。活動休止前段階の愛Dreamにおけるエース的存在であった。 南美、岸本と共にREBIRTH↗を結成。2024年1月よりUMATENA、脱退後2024年10月よりSAISONに所属。 |
| 岸本怜奈           | きしもと れな             | れなぷー                 | 2002年7月20日  | A      | 紫                       | 4期生  | 2017年3月31日卒業                | 南美、益子と共にREBIRTH↗を結成。活動休止を経て2022年2月から泡沫パーティーズに加入。 |
| 来栖みうな         | くるす みうな             | みーな                   | 1997年1月26日  | B      | 赤                       | 5期生  | 2018年2月18日活動辞退            | 活動休止後に引き上げられた年齢制限（満18歳→20歳）によって加入した初めてのメンバー。 2023年1月現在、加入前に成人済みであった唯一のメンバー 5期生最年長 |
| 日向愛彩           | ひなた あや               | あーちゃん               | 2000年10月30日 | B      | 黄色                     | 5期生  | 2018年7月15日 規律違反のため解雇 | |
| 伊藤きさら         | いとう きさら             | いとぅ、きさら           | 2001年11月14日 | B      | オレンジ                 | 6期生  | 2018年7月15日 規律違反のため解雇 | 6期生最年長。現在は究極少女カラット及び1UPにて"柊木きさら"/KISAЯAの名前で活動。 |
| 竹本しおり         | たけもと しおり           | しおりん、おしお、おちお | 2000年9月19日  | A      | ピンク                   | 5期生  | 2018年12月30日卒業               | ショコラ☆ほいっぷのメンバー久遠しおり名義で活動していたが卒業。 CORD－Lで活動中 |
| 東条百々果         | とうじょう ももか         | ももちゃん、ももか       | 2004年6月24日  | AB     | 赤                       | 6期生  | 2019年3月16日卒業                | 田﨑百夏 名義で撮影会等で活動 |
| 周藤鈴七           | すどう すずな             | ぽん、すーた、すずた     | 2003年2月13日  | O      | 紫                       | 7期生  | 2020年3月20日卒業                | |
| 木立さくら         | こだち さくら             | さくら                   | 2004年2月23日  | A      | 白                       | 6期生  | 2020年11月28日卒業               | 撮影会などでは卒業後もゲスト参加をしている |
| 澤村凜佳           | さわむら りんか           | りんご                   | 2006年8月28日  | O      | 赤                       | 10期生 | 2021年3月18日活動辞退            | |
| 谷城心美           | やしろ ここみ             | こっちゃん               | 2008年1月31日  | AB     | ベビーピンク             | 13期生 | 2023年4月15日活動辞退            | TEAM DREAM |
| 猫羽るな           | ねこは るな               | るーちゃん               | 2010年8月13日  | AB     | フルーツオレンジ         | 13期生 | 2023年6月18日活動辞退            | TEAM DREAM |
| 相田優子           | あいだ ゆうこ             | ゆうちゃん、ゆっち       | 2005年10月1日  | B      | ピンク                   | 8期生  | 2024年3月31日卒業                | TEAM LOVE |
| 花咲椿             | くわさき つばき           | ばきさん                 | 2008年7月23日  | O      | 赤                       | 13期生 | 2024年5月6日卒業                 | TEAM DREAM初代リーダー |
| 東原茉佑           | とうばら まゆ             | まゆゆん                 | 2002年12月16日 | O      | 水色                     | 5期生  | 2024年7月14日卒業                | TEAM LOVE 歴代全メンバーのうち在籍日数最長（2024年現在） |
| 藤咲ひより         | ふじさき ひより           | ひよ、ぴ〜しゃん         | 2005年12月27日 | AB     | 黄                       | 9期生  | 2025年3月2日卒業                 | TEAM LOVE 卒業日に門司港レトロFM公式アンバサダー就任 |
| 麻倉えいみ         | あさくら えいみ           | みぃちゃん               | 2005年12月9日  | B      | ラベンダー               | 11期生 | 2025年3月30日卒業                | TEAM LOVE 離れ目アイドル2020、2024準優勝。 離れ目アイドル2021、2023決勝進出。 卒業後は東京でアイドルになるため上京。プリュの新グループ「Melodys High」に所属。 |

## 愛♦Dreamメンバー
- 大西波音 (@hachanaidori) - X（旧Twitter）
- 山中まりん (@marin00803) - X（旧Twitter）
- 星乃のぞみ (@Dreamnonntyann) - X（旧Twitter）
- 倉本あいか (@DREAMaichan0212) - X（旧Twitter）
- 妃織桜 (@Riodream33) - X（旧Twitter）
- 華山ゆやこ (@yuyako12300) - X（旧Twitter）